# ヘレンマスコット
ヘレンマスコット（Helene Mascot、喜蓮福星）は香港ジョッキークラブの競走馬。香港での主戦騎手はフェリックス・コーツィーが務めていた。

## 経歴

### イギリス時代
Salford Mill（ソルフォードミル）という馬名で、2006年12月にリングフィールド競馬場でデビューし、2戦目で初勝利を挙げた。2007年のダービーステークスにも出走したがオーソライズドに敗れて6着に入るなど、イギリスで8戦2勝の成績を残した。

### 香港時代
2008年1月にアンソニー・クルーズ厩舎へ転厩し、転厩初戦の香港クラシックマイルを制しG1競走初勝利を挙げた。続く香港ダービートライアル（香LG2）では2着だったものの、3月16日に行われた香港ダービーをクビ差で制してG1競走2勝目を挙げた。次走はクイーンエリザベス2世カップに出走したが、8着に敗れた。その後、長期休養に入り2009年10月25日の沙田トロフィー（香LG3）で復帰したが14着と殿負けに終わった。この1戦を最後に引退した。

## 年度別競走成績
- 2006年、2007年 8戦2勝（イギリス）
- 2007 / 2008年 4戦2勝（香港）
  - 1着 香港クラシックマイル（香港G1・LR）、香港ダービー（香港G1・LR）、
  - 2着 香港ダービートライアル（香港G2・LR）
- 2009 / 2010年 1戦0勝（香港）